# UGC 36
UGC 36 es una galaxia espiral localizada en la constelación de Piscis.